# جری شوارتس
جری شوارتس (انگلیسی: Gerry Schwartz؛ زادهٔ ۲۴ نوامبر ۱۹۴۴) سرمایه‌دار و کارآفرین اهل کانادا است، که در سال ۱۹۹۹ شرکت سینپلکس اینترتینمنت را تأسیس کرد.